# Csörötnek

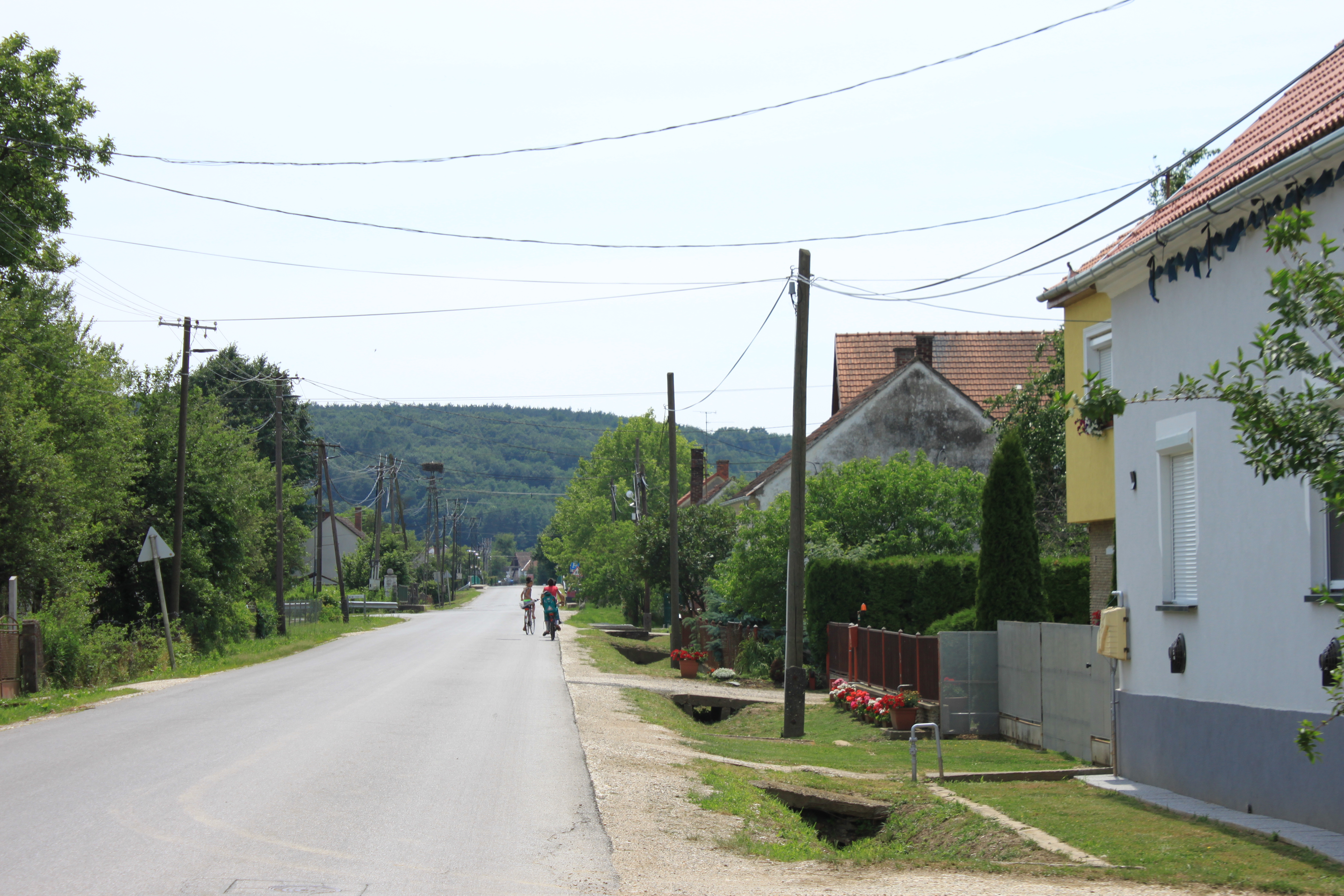
Csörötnek (Vas); Fö út (Hauptstraße)

Csörötnek (deutsch Schriedling, slowenisch Čretnik) ist eine Gemeinde im Komitat Vas im Kreis Szentgotthárd in Ungarn.

## Geographie
Der Ort liegt im äußersten Westen des Landes, etwa sieben Kilometer von Szentgotthárd und drei Kilometer von der österreichischen Grenze entfernt. Der größte Teil des Gemeindegebietes liegt südlich der Ortschaft. Er besteht vor allem aus Wäldern, die zum Nationalpark Őrség gehören und ist unbewohnt.

### Geographische Lage
Das Dorf liegt am westlichen Rand der Pannonischen Tiefebene auf 215 Höhenmetern, im Tal der Raab, die sich durch den Ort windet.

### Nachbargemeinden
Nachbargemeinden sind im Norden Rönök, im Osten Rábagyarmat, im Süden Kondorfa (ehemaliges Kleingebiet Őriszentpéter) und im Westen Magyarlag, mit dem es schon fast zusammengewachsen ist.

### Klima
Auf Grund der nahen Alpen herrscht ein subalpines Klima. Das Jahresmittel liegt zwischen neun und zehn Grad Celsius. Die kältesten Monate sind Januar und Februar, die wärmsten Juli und August. Der meiste Niederschlag fällt in den Sommermonaten Juni bis August. Der durchschnittliche Jahresniederschlag liegt bei 700 mm.

## Geschichte
Die erste schriftliche Erwähnung von Csörötnek findet sich in den Urbaren der Zisterzienserabtei Szentgotthárd. Im Jahre 1350 wird der Ort Chyrenuk erwähnt, der überwiegend von Slowenen besiedelt war.
Der Ort lag günstig an der Raab an einer von nur zwei Brücken über die Raab Richtung Körmend.
Ab 1622 kam es immer wieder zu Angriffen türkischer Soldaten. Im Juli 1664 wurde das Dorf von den Türken unter Ahmed Köprülü verwüstet, als dieser mit ungefähr 50.000 Mann in die Schlacht bei St. Gotthard/Mogersdorf zog, wo er von Graf Montecúccoli vernichtend geschlagen wurde.
Das Dorf gehörte größtenteils der Abtei Sankt Gotthard. 1898 endete die Grundherrschaft der Abtei in Csörötnek. Im Laufe der Jahrhunderte erwarb die Adelsfamilie Batthyány immer mehr Grundbesitz. 1945 wurden die Ländereien der Batthyánys enteignet und Staatsbesitz.
Eine weitere Plünderung erlebte der Ort, als im Dezember 1705 die Kuruzen unter János Bottyán, genannt der Blinde Bottyán Richtung Szentgotthárd zogen.
1813 wurde bei einer großen Überschwemmung die Mühle an der Raab, welche eine wichtige Einnahmequelle der Abtei war, zerstört. 1814 wurde ein Kanal von der Raab weg angelegt um künftigem Hochwasser vorzubeugen und eine neue Mühle errichtet.
Da der Anteil der Slowenisch sprechenden Bevölkerung im Laufe der Jahrhunderte immer mehr abnahm und die ungarische Bevölkerung zunahm, waren im 20. Jahrhundert die Mehrheit der Bewohner Ungarn, so dass nach dem Ersten Weltkrieg die Gemeinde bei Ungarn blieb.
Am 1. November 1944 wurde das Dorf am frühen Nachmittag von englischen Flugzeugen bombardiert, dabei kamen 13 Bewohner ums Leben.

## Bevölkerung
2001 bezeichneten sich 90,7 % der Einwohner als Ungarn, 7,9 % als Sinti und Roma und 0,7 % als Slowenen. 9,3 % gaben keine Auskunft.

### Einwohnerentwicklung
| Datum | Einwohner |
| ----- | --------- |
| 2016  | 885       |
| 2013  | 902       |
| 2011  | 828       |
| 2009  | 870       |
| 2007  | 871       |
| 2005  | 877       |
| 2003  | 935       |
| 2001  | 936       |

### Religion
2001 waren 86,5 % der Einwohner römisch-katholisch, 0,9 % gehörten der ungarischen reformierte Kirche (ungarisch: Magyarországi Református Egyház) an. 12,6 % gaben keine Angaben.

## Kultur und Sehenswürdigkeiten

### Bauten

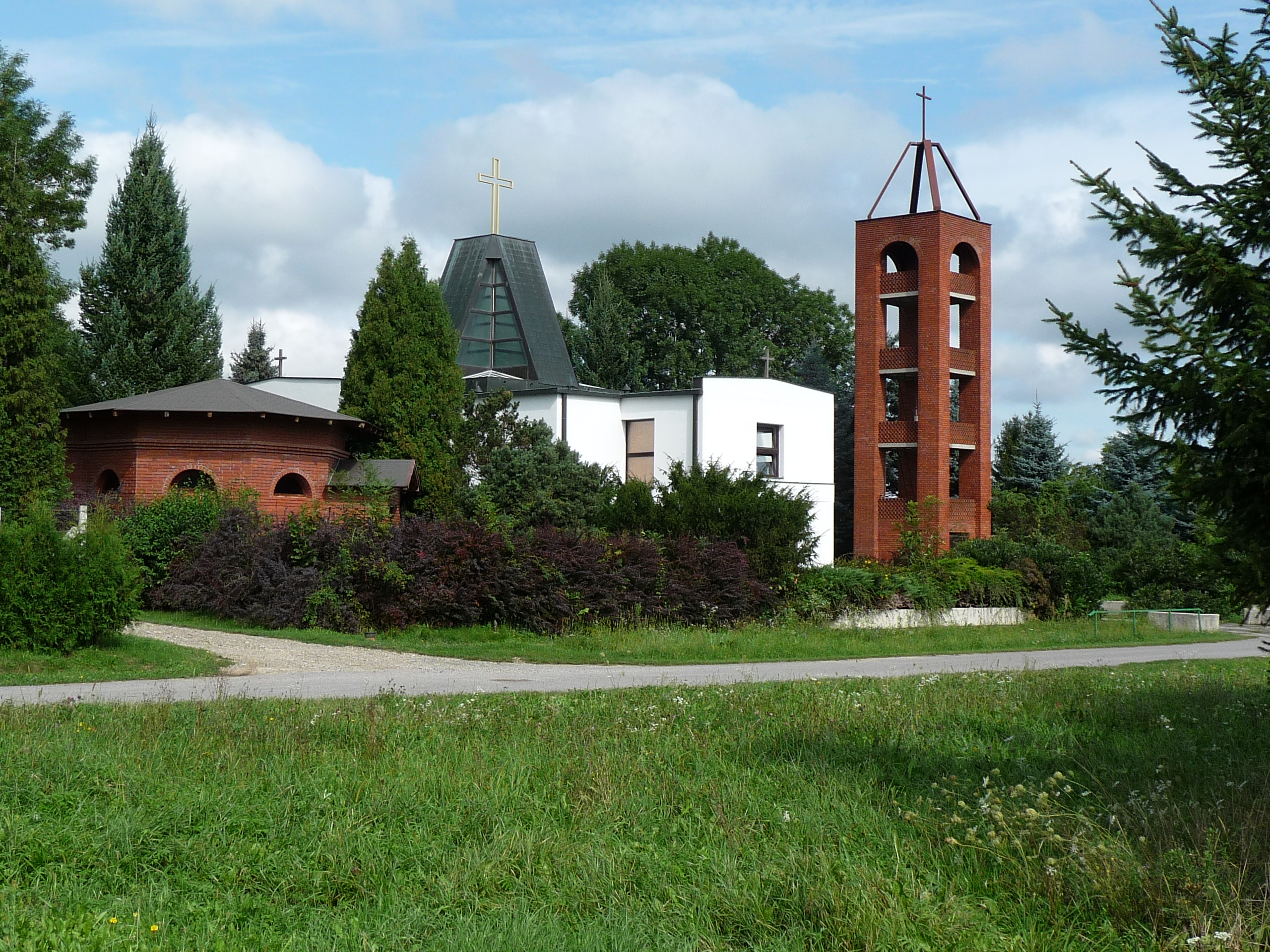
Kirche des ewigen Wortes

- Zisterziensermühle an der Raab aus dem Jahre 1814, die bis 1950 der Zisterzienserabtei Sankt Gotthard (Szentgotthárd) gehörte.
- Johannes-Nepomuk-Denkmal aus dem Jahre 1780 an der Raab-Brücke; errichtet durch die Zisterzienserabtei St. Gotthard
- die alte Dorfschule, 1872 errichtet, wurde 1997 in ein Haus für Pilger umgebaut (ungarisch: zarándokház)
- katholische Kirche des ewigen Wortes (ungarisch: Örök ige temploma), erbaut 1983–1985; ein architektonisch mehrfach ausgezeichneter Bau des Architekten Péter Fazakas.

### Natur
- Nationalpark Őrség: Csörötnek gilt als Tor zum Nationalpark Őrség, der bereits am Ortsrand im Süden beginnt. Er wurde am 8. März 2002 gegründet und besteht größtenteils aus Laub- und Mischwäldern. Er weist zahlreiche geschützte Tier- und Pflanzenarten auf.
- Raab-Tal. Das Tal ist bei Csörötnek noch weitgehend naturbelassen. Es gehört heute zum Nationalpark Őrség.

## Söhne und Töchter der Gemeinde
- Lajos Kuntar (27. Juni 1914 bis 31. Oktober 2005), ungarischer Journalist, Ethnologe und Sammler von Volksmärchen